# Dorfkirche Brandis

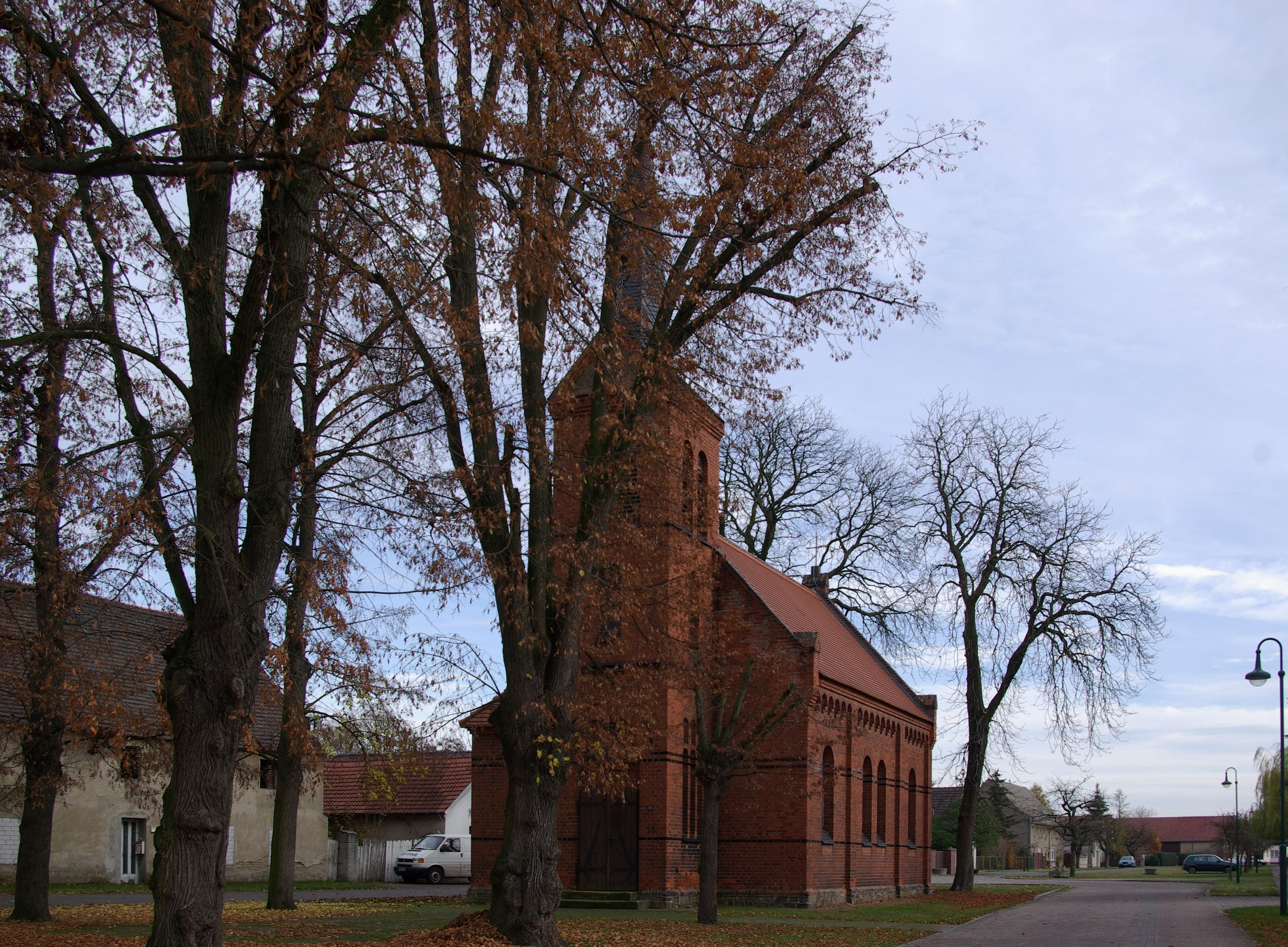
Dorfkirche Brandis (Schönewalde)

Die evangelische, denkmalgeschützte Dorfkirche Brandis steht in Brandis, einem Gemeindeteil der Kleinstadt Schönewalde im Landkreis Elbe-Elster von Brandenburg. Die Kirchengemeinde gehört zum Pfarrbereich Schönewalde im Kirchenkreis Bad Liebenwerda der Evangelischen Kirche in Mitteldeutschland.

## Beschreibung
Die neuromanische Saalkirche wurde 1896/97 aus Backsteinen erbaut. Sie besteht aus einem Langhaus, das mit einem Satteldach bedeckt ist, einem eingezogenen, flach geschlossenen Chor im Osten und einem Kirchturm im Westen, der durch Gesimse in drei Geschosse gegliedert ist und mit einem schiefergedeckten Satteldach bedeckt ist, aus dem sich ein spitzer Helm erhebt. Im Innenraum, der mit einer Holzbalkendecke überspannt ist, befindet sich im Westen eine Empore.